# Portada/article juliol 31

## Gat
El gat o moix (Felis silvestris catus) és un mamífer de la família dels fèlids. És un dels animals domèstics més populars del món, car se'n pot trobar a uns 600 milions de llars arreu del planeta. N'hi ha desenes de races, algunes sense pèl o sense cua com a resultat de mutacions genètiques, i n'hi ha una gran varietat de colors. Els gats són predadors experts i poden caçar més de mil espècies diferents d'animals per alimentar-se. Són capaços d'assimilar determinats conceptes avançats, i alguns poden ser ensinistrats per manipular mecanismes senzills. Es comuniquen amb gemecs, xiulets, grunyits i aproximadament un centenar de vocalitzacions diferents, a més del llenguatge corporal.